# Ameeksha Dilchand
Ameeksha Devi Dilchand (Port Louis, 26 ottobre 1988) è una modella mauriziana, incoronata Miss Mauritius 2011 il 6 agosto 2011 presso il J & J Auditorium di Phoenix. La Darche è stata incoronata da Laetitia Darche, Miss Mauritius uscente è sarà la rappresentante ufficiale di Mauritius ai concorso di bellezza internazionale Miss Universo 2012
Ameeksha Dilchand è una studentessa di giurisprudenza nelle Mauritius, ma ha dovuto posticipare i propri studi, per aver ricevuto una borsa di studio dall'IIFT per un corso di "moda e Design" in India.